# Stobno Szczecińskie
Stobno Szczecińskie – stacja kolejowa w Stobnie w Polsce, w województwie zachodniopomorskim, w powiecie polickim, w gminie Kołbaskowo. Obecnie jedyna w powiecie stacja na czynnej dla ruchu pasażerskiego linii kolejowej. Korzysta z niej do celów transportowych 12 Brygada Zmechanizowana.